# Johannes Peter Frederik Kønigsfeldt
Johannes Peter Frederik Kønigsfeldt, född den 18 mars 1812 i Köpenhamn, död där den 16 februari 1876, var en dansk historiker.
Kønigsfeldt var 1835–73 adjunkt vid Frederiksborgs lärda skola.